# Adelaïde Hall
Adelaide Hall, née le 20 octobre 1901 à New York et morte le 7 novembre 1993 à Londres, est une chanteuse de jazz américaine. Elle reste célèbre pour sa prestation dans Creole Love Call de Duke Ellington.
Elle est accompagnée par Art Tatum en 1932 (This Time It's Love).

## Biographie
Adelaide Hall est née le 20 octobre 1901 à New York. C'est son père, professeur de musique à l'Institut Pratt qui lui a donné les bases de son éducation musicale. Dès son adolescence, elle se présente sur scène dans des revues de Broadway. Dans sa jeunesse, elle a notamment participé à des interprétations de Blackbirds et de Shuffle along. C'est Duke Ellington qui la remarque et qui l'engage entre 1927 et 1928. Sa voix fait partie de deux enregistrements devenus classiques de cet artiste, Creole Love Call et The Blues I love to Sing. Adelaide Hall est l'une des pionnières du jazz en chantant au Cotton Club. Elle est la vedette de la revue musicale Blackbirds of 1928. Elle a dû déménager à Paris avec son mari après avoir subi des attaques racistes dans le quartier entièrement blanc de Larchmont du comté de Westchester à New York, où elle vivait avec son mari. Pendant les trois ans où elle a vécu dans la capitale française, Adélaïde Hall a joué au Moulin-Rouge et au Lido.

## Hommages et reconnaissance
En 1989, le réalisateur David Mingay et l'écrivain David Robinson tournent le documentaire Sophisticated Lady, qui retrace la carrière et la vie d'Adelaide Hall,.
Le 20 octobre 2023, un Google Doodle lui est consacré à l'occasion du 122e anniversaire de sa naissance,.

## Discographie
Enregistrements :
- Créole Love Call (avec Ellington, 1927)
- Blues I Love To Sing (avec Ellington, 1927)
- Baby I Must Have That Man (1933)
- Say You're Mine  (1936)
- I'm In The Mood For Love Solitude (1936)
- I Can't Give You Anything But Love (1938)